# 綾崎みき
綾崎 みき（あやさき みき、5月14日 - ）は、日本の女性声優。ぷろだくしょんバオバブに所属していた。

## 出演作品

### テレビアニメ
- 美味しんぼ（女将）
- 銀河パトロールPJ（アフロ）
- 銀河漂流バイファム（ケイ）
- それいけ!アンパンマン（かもめ）
- タッチ（女教師、アナウンス、花屋、アナウンサー、球場アナウンサー）
- 魔法の妖精ペルシャ（女）
- めぞん一刻
- ミスター味っ子（少女B）
- ルパン三世 PARTIII